# اکنون زمان آن است

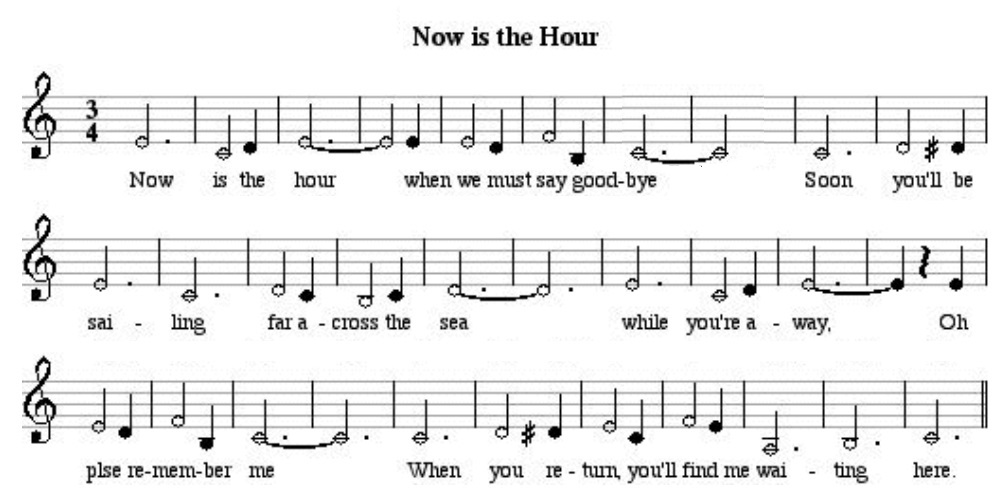
ریتم آهنگ اکنون زمان آن است

اکنون زمان آن است (به انگلیسی: Now Is the Hour) یک آهنگ محبوب از اوایل قرن بیستم است. اغلب به اشتباه به عنوان یک آهنگ سنتی مائوری شناخته می‌شود،

## متن ترانه
به زبان مائوری
Pō atarau e moea iho nei
E haere ana koe ki pāmamao
Haere rā ka hoki mai anō
Ki i te tau e tangi atu nei.
انگلیسی
اکنون ساعت خداحافظی من است
به زودی قایقرانی خواهید کرد با قایق‌هایی که دور دریا قرار دارند
در حالی که دور هستید اوه لطفاً مرا به یاد داشته باشید
وقتی برگردید، مرا در اینجا منتظر می‌یابید